# Кампо-ді-Джове
Кампо-ді-Джове (італ. Campo di Giove) — муніципалітет в Італії, у регіоні Абруццо, провінція Л'Аквіла.
Кампо-ді-Джове розташоване на відстані близько 130 км на схід від Рима, 70 км на південний схід від Л'Акуїли.
Населення — 822 особи (2014).
Щорічний фестиваль відбувається 20 вересня. Покровитель — Sant'Eustachio.

## Демографія
Населення за роками:

Станом на 1 січня 2023 року в муніципалітеті офіційно проживали 24 іноземці з 10 країн, серед них 7 громадян країн Євросоюзу та 6 громадян України.

## Сусідні муніципалітети
- Кансано
- Пачентро
- Палена